# Nazionale maschile di calcio dello Zambia
La nazionale di calcio dello Zambia è la rappresentativa nazionale calcistica dell'omonimo paese africano ed è posta sotto l'egida della Football Association of Zambia. I giocatori sono detti Chipolopolo, ovvero "proiettili di rame", uno dei maggiori prodotti d'esportazione del paese.
Mai qualificatasi alla fase finale del campionato del mondo, in bacheca vanta una Coppa d'Africa, vinta nel 2012, oltre 6 Coppe COSAFA (record condiviso con il Sudafrica) e 2 Coppe CECAFA; nel massimo torneo continentale ha ottenuto anche due secondi posti e tre terzi posti.
Nella graduatoria FIFA in vigore da agosto 1993 il miglior posizionamento raggiunto è stato il 15º posto nel febbraio 1996, mentre il peggiore è stato il 91º posto di febbraio 2017; occupa l'84º posto della graduatoria.

## Storia

### Primo periodo (1929-1974)
La federazione calcistica venne fondata nel 1929 quando ancora lo Zambia era un possedimento britannico sotto il nome di Rhodesia Settentrionale. All'indomani dell'ottenimento dell'indipendenza (24 ottobre 1964) la federazione si affiliò alla FIFA e alla CAF.
La selezione zambiana esordì il 3 luglio 1964 battendo per 1-0 in casa la Tanzania già qualche mese prima dell'indipendenza del paese. Il 22 novembre 1969 fece registrare in esterna una delle sconfitte più larghe della propria storia, perdendo per 10-1 contro la RD del Congo.

### Prima partecipazione alla Coppa d'Africa (1974)
Dopo vani tentativi di qualificazione alla Coppa d'Africa, il primo risultato rilevante la selezione lo colse nel 1974 quando ottenne il secondo posto finale nel torneo continentale: lo Zaire superò la resistenza dei Chipolopolo solo nella finale di ripetizione, imponendosi per 2-0 dopo il 2-2 della prima partita (gol zambiani di Kaushi e Sinyangwe). All'epoca i giocatori cardine dello Zambia erano M'Pelé Chanda, Kaushi, Sinyangwe. Lo Zambia giunse in finale battendo Costa d'Avorio (1-0, gol di Kaushi), perdendo contro l'Egitto (1-3, gol di Godfrey Chitalu) e battendo l'Uganda (1-0, gol di Kapita), e quindi concludendo il girone al secondo posto e poi sconfiggendo in semifinale la Rep. del Congo (4-2, tripletta di Chanda e gol di Mapulanga).

### Lo Zambia sulla scena continentale (1974-1993)
Non qualificatasi per la Coppa d'Africa 1976, nell'edizione del 1978 fu eliminata al primo turno dopo una vittoria (2-0 contro il Burkina Faso, gol di P. Phiri e B. Phiri), un pareggio (0-0 contro la Nigeria) e una sconfitta (1-2 contro il Ghana, gol di Kapita).
Non qualificatasi per la Coppa d'Africa 1980, nel 1982 raggiunse il terzo posto battendo l'Algeria nella finale di consolazione. Mancò la qualificazione anche alla Coppa d'Africa 1984, mentre nel 1986 fu eliminata al primo turno dopo aver raccolto un solo punto (0-0 contro l'Algeria) in tre partite (sconfitta dal Camerun per 3-2 e dal Marocco per 1-0). Non si qualificò invece per l'edizione del 1988.

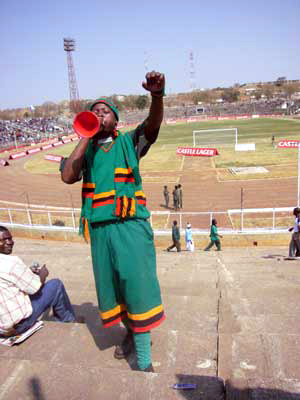
Un tifoso zambiano allo stadio dell'Indipendenza di Lusaka

All'inizio delle Olimpiadi di Seul 1988 il calcio mondiale stava per conoscere un personaggio carismatico oltreché un forte calciatore, Kalusha Bwalya. Alle Olimpiadi lo Zambia venne inserito nel gruppo B insieme a Iraq, Guatemala ed Italia, e, se le prime due compagini sembravano abbordabili per la selezione zambiana, gli azzurri (pur con giocatori mai presenti a un Mondiale) apparivano un ostacolo insormontabile. I Chipolopolo sconfissero però gli azzurri 4-0, con tripletta di Kalusha Bwalya, e superarono il turno con il primo posto grazie al successo con il Guatemala alla terza partita, ma ai quarti dovettero cedere il passo alla Germania Ovest, che poteva annoverare tra le proprie file future stelle come Jürgen Klinsmann, Karlheinz Riedle e Thomas Häßler.
Alla Coppa d'Africa 1990 la squadra zambiana terminò il proprio girone al primo posto, ma perse la semifinale contro la Nigeria. Nella finale di consolazione si impose per 1-0 (gol di Chikabalka) sul Senegal, aggiudicandosi il terzo posto. Alla Coppa d'Africa 1992 uscì ai quarti di finale contro la Costa d'Avorio poi vincitrice del trofeo (0-1).

### Disastro aereo del 1993
Il 27 aprile 1993 una tragedia sconvolse la nazione zambiana: l'aereo che stava conducendo i giocatori e lo staff della nazionale a Dakar per disputare un cruciale incontro con il Senegal valido per la qualificazione ai campionato del mondo del 1994 precipitò nell'oceano Atlantico a mezzo chilometro dalle coste del Gabon. Nell'incidente perirono 18 calciatori, 7 funzionari della federazione e 5 membri dello staff. Un reportage pubblicato dal ministro della difesa del Gabon nel novembre del 2003 chiarì la vicenda: il piano di volo prevedeva la partenza da Lusaka, tre soste per rifornimento da effettuarsi rispettivamente in Repubblica del Congo, in Gabon ed in Costa d'Avorio ed infine l'arrivo all'aeroporto di Dakar. Subito dopo il primo atterraggio vennero riscontrati dei problemi al motore del Buffalo DHC-5D che trasportava la selezione zambiana. Pochi minuti dopo il decollo da Libreville, in Gabon, uno dei due motori prese fuoco ed a questo punto il pilota, probabilmente stanco a causa di un volo di ritorno dalle Mauritius effettuato poco tempo prima, spense accidentalmente il motore funzionante invece di quello danneggiato, causando una perdita di potenza e il successivo schianto in mare. Bwalya si salvò poiché era impegnato con il club olandese del PSV e avrebbe raggiunto i compagni direttamente in Senegal; a lui si aggiunsero agli assenti del volo maledetto anche altri due giocatori: l'infortunato Charles Musonda e Bennett Mulwanda Simfukwe che chiese di non essere convocato.
Questo l'elenco dei giocatori deceduti nell'incidente aereo:
- David Chabala (portiere)
- John Soko (difensore)
- Whiteson Changwe (difensore)
- Robert Watiyakeni (difensore)
- Eston Mulenga (centrocampista)
- Derby Makinka (centrocampista)
- Moses Chikwalakwala (centrocampista)
- Wisdom Chansa (centrocampista)
- Kelvin Mutale (attaccante)
- Timothy Mwitwa (attaccante)
- Numba Mwila (centrocampista)
- Richard Mwanza (portiere)
- Samuel Chomba (difensore)
- Moses Masuwa (attaccante)
- Kenan Simambe (difensore)
- Godfrey Kangwa (centrocampista)
- Winter Mumba (difensore)
- Patrick Banda (attaccante)

### Il secondo posto nella Coppa d'Africa 1994
Poco tempo dopo la tragedia, la nuova nazionale, assemblata in neanche un mese, dovette affrontare una partita determinante ai fini della qualificazione al mondiale di USA '94. Con un punto di vantaggio in classifica sulla seconda ad un turno dalla fine bastava un pareggio contro il Marocco fuori casa per qualificarsi al mondiale, ma la selezione zambiana perse per 1-0.
Per Bwalya e compagni nel 1994 arrivò il secondo posto nella Coppa d'Africa. Inserita nel girone C con Sierra Leone e Costa d'Avorio, lo Zambia pareggiò all'esordio (0-0) contro la Sierra Leone, poi batté la Costa d'Avorio (1-0, gol di Kenneth Malitoli) e vinse il girone. Ai quarti di finale eliminò il Senegal (1-0, gol di Évans Sakala) e in semifinale sconfisse nettamente il Mali (4-0, gol di Elijah Litana, Zeddy Saileti, Kalusha Bwalya e Kenneth Malitoli). Nella finale di Tunisi, malgrado avessero aperto le marcature dopo tre minuti di gioco con Elijah Litana, i giocatori dello Zambia furono sconfitti dalla Nigeria (1-2).

### Buoni risultati nel biennio 1994-1996
Il 3 giugno 1994 a Bruxelles lo Zambia patì una delle due sconfitte più pesanti di sempre, contro il Belgio (9-0).
Lo Zambia si confermò tuttavia tra le potenze calcistiche continentali alla Coppa d'Africa 1996. Terminò il girone al primo posto grazie a due vittorie, per 5-1 contro il Burkina Faso (gol di K. Malitoli, doppietta di K. Bwalya e reti di D. Lota e Johnson Bwalya) e per 4-0 contro la Sierra Leone (tripletta di K. Bwalya e gol di M. Malitoli) e un pareggio a reti inviolate contro l'Algeria. Ai quarti di finale ebbe la meglio sull'Egitto (3-1), ma in semifinale perse contro la Tunisia (2-4). Ottenne il terzo posto sconfiggendo per 1-0 il Ghana nella "finalina" e Kalusha Bwalya fu capocannoniere del torneo con 5 gol.

### Decennio di crisi (1998-2008)
Dal 1998 al 2006 non riuscì mai a superare il primo turno della Coppa d'Africa e nel 2004 non si qualificò neanche per la fase finale.
Il 3 settembre 2006, in casa, ottenne la vittoria più larga della propria storia imponendosi per 10-0 su Gibuti.
Lo Zambia esordì nelle qualificazioni per la Coppa d'Africa 2008 con una convincente vittoria in Ciad per 2-0. Si qualificò poi per la fase finale, dove ottenne una vittoria contro il Sudan (gol di James Chamanga, Jacob Mulenga e Felix Katongo), un pari contro l'Egitto (1-1, gol di Chris Katongo) e rimediò una sconfitta (1-5 contro il Camerun, gol di Chris Katongo), uscendo al primo turno.

### La ripresa e il primo titolo continentale (2010-2012)
Alla Coppa d'Africa 2010 lo Zambia diede segnali di ripresa, vincendo il difficile girone di prima fase comprendente Camerun, Gabon e Tunisia. Ai quarti di finale fu eliminata dalla Nigeria solo ai tiri di rigore. Jacob Mulenga ed Emmanuel Mbola figurarono nella squadra ideale della competizione.
Due anni dopo si qualificò anche per l'edizione 2012 della competizione, in Gabon e Guinea Equatoriale. Superato il girone come prima classificata con sette punti grazie alla vittoria per 2-1 contro il Senegal, al pareggio per 2-2 contro la Libia e alla vittoria per 1-0 contro la Guinea Equatoriale padrona di casa, ai quarti di finale lo Zambia eliminò il Sudan battendolo per 3-0. In semifinale ebbe ragione del favorito Ghana battendolo per 1-0 e in finale, contro la Costa d'Avorio, vinse per 8-7 ai tiri di rigore (0-0 dopo i tempi supplementari). Chris Katongo, capitano dello Zambia, fu eletto miglior giocatore del torneo e vinse anche il titolo di capocannoniere, a pari merito con il compagno di squadra Emmanuel Mayuka. La finale fu giocata a Libreville, non lontano dal teatro della sciagura di 19 anni prima, e curiosamente per deciderla ci vollero 18 tiri dal dischetto, tanti quanti i giocatori periti in quell'incidente.

### Nuova crisi (2013-oggi)
Nelle edizioni 2013 e 2015 della Coppa d'Africa lo Zambia deluse le aspettative e uscì di scena al primo turno. Nel giugno 2015 il commissario tecnico Honour Janza lasciò il posto a George Lwandamina, che non riuscì a condurre lo Zambia alla qualificazione alla Coppa d'Africa 2017: la squadra mancò, a beneficio della Guinea-Bissau e della Rep. del Congo, l'accesso alla fase finale del torneo per la prima volta dopo tredici anni. Fu fallimentare anche la campagna di qualificazione alla Coppa d'Africa 2019 (estesa a 24 squadre), nelle cui eliminatorie i Chipolopolo si piazzarono ultimi nel proprio girone, a un punto dalla Namibia e a due dalla Guinea-Bissau, entrambe qualificatesi.
Lo Zambia mancò anche la qualificazione alla Coppa d'Africa 2021, rinviata al 2022 a causa della pandemia di COVID-19: le eliminatorie videro la squadra chiudere al terzo posto il girone vinto dall'Algeria, a un punto di distanza dallo Zimbabwe qualificato, malgrado i 5 gol segnati da Patson Daka, capocannoniere delle qualificazioni insieme al nigeriano Victor Osimhen. Riuscì a qualificarsi invece alla Coppa d'Africa 2023, tenutasi l'anno dopo in Costa d'Avorio, e fu sorteggiato nel girone F insieme a Marocco, RD del Congo e Tanzania; dopo aver pareggiato per 1-1 contro le ultime due, perse 1-0 contro il Marocco, e i due punti ottenuti insieme alla Tanzania non bastarono per superare il girone come uno dei migliori terzi.

## Colori e simboli

### Divise storiche
| Coppa d'Africa 2010 | Coppa d'Africa 2010 | Coppa d'Africa 2010 | Coppa d'Africa 2010 |
| --- | --- | ------------------- | ------------------- |
| Casa | Trasferta |                     |                     |
| Manica sinistra · Manica sinistra · Maglietta · Maglietta · Manica destra · Manica destra · Pantaloncini · Calzettoni · Calzettoni | Manica sinistra · Manica sinistra · Maglietta · Maglietta · Manica destra · Manica destra · Pantaloncini · Calzettoni · Calzettoni |                     |                     |
| Nike | |                     |                     |

| Coppa d'Africa 2012                                                                                                   | Coppa d'Africa 2012                                                                                                   | Coppa d'Africa 2012 | Coppa d'Africa 2012 |
| --- | --- | ------------------- | ------------------- |
| Casa | Trasferta |                     |                     |
| Manica sinistra · Manica sinistra · Maglietta · Maglietta · Manica destra · Manica destra · Pantaloncini · Calzettoni | Manica sinistra · Manica sinistra · Maglietta · Maglietta · Manica destra · Manica destra · Pantaloncini · Calzettoni |                     |                     |
| Nike | |                     |                     |

| Coppa d'Africa 2013                                                                                                   | Coppa d'Africa 2013                                                                                             | Coppa d'Africa 2013 | Coppa d'Africa 2013 |
| --- | --- | ------------------- | ------------------- |
| Casa | Trasferta |                     |                     |
| Manica sinistra · Manica sinistra · Maglietta · Maglietta · Manica destra · Manica destra · Pantaloncini · Calzettoni | Manica sinistra · Maglietta · Maglietta · Manica destra · Pantaloncini · Pantaloncini · Calzettoni · Calzettoni |                     |                     |
| Nike | |                     |                     |

| 2014-2015 | 2014-2015 | 2014-2015 | 2014-2015 |
| --- | --- | --------- | --------- |
| Casa | Trasferta |           |           |
| Manica sinistra · Manica sinistra · Maglietta · Maglietta · Manica destra · Manica destra · Pantaloncini · Pantaloncini · Calzettoni · Calzettoni | Manica sinistra · Manica sinistra · Maglietta · Maglietta · Manica destra · Manica destra · Pantaloncini · Pantaloncini · Calzettoni · Calzettoni |           |           |
| Nike | |           |           |

| Coppa d'Africa 2015                                                                                                   | Coppa d'Africa 2015 | Coppa d'Africa 2015 | Coppa d'Africa 2015 |
| --- | ------------------- | ------------------- | ------------------- |
| Casa |                     |                     |                     |
| Manica sinistra · Manica sinistra · Maglietta · Maglietta · Manica destra · Manica destra · Pantaloncini · Calzettoni |                     |                     |                     |
| Nike |                     |                     |                     |

## Commissari tecnici
Di seguito la cronologia dei commissari tecnici dello Zambia.
- John Green
- Ante Bulešic (1971-1976)
- Ted Virba (1977)
- Brian Tiler (1978-1980)
- Ted Dumitru (1980-1981)
- Ante Bulešic (1981-1982)
- Bill McGarry (1982-1983)
- Wieslaw Grabowski (1983-1984)
- Jeff Butler (1984)
- Roy Mulenga (1984)
- Brightwell Banda (1984-1986)
- Samuel Ndhlovu (1987-1992)
- Moses Simwala (1993)
- Godfrey Chitalu (1993)
- Roald Poulsen (1993-1994)
- Ian Porterfield (1994)
- Roald Poulsen (1994-1996)
- Freddie Mwila (1996-1997)
- George Mungwa (1997, ad interim)
- Burkhard Ziese (1997-1998)
- George Mungwa (1998, ad interim)
- Obby Kaptia (1998, ad interim)
- Fighton Simukonda (1998)
- Ben Bamfuchile (1999-2000)
- George Mungwa (2000, ad interim)
- Jan Brouwer (2001)
- Roald Poulsen (2002)
- Patrick Phiri (2002-2003)
- Kalusha Bwalya (2003-2006)
- Patrick Phiri (2006-2008)
- Hervé Renard (2008-2010)
- Dario Bonetti (2010-2011)
- Hervé Renard (2011-2013)
- Patrice Beaumelle (2013-2014)
- Honour Janza (2014-2015)
- George Lwandamina (2015-2016)
- Wedson Nyirenda(2016-2018)
- Beston Chambeshi (2018)
- Sven Vandenbroeck (2018-2019)
- Aggrey Chiyangi (2019-2020, ad interim)
- Milutin Sredojević (2020-2021)
- Beston Chambeshi (2021-2022)
- Aljoša Asanović (2022)
- Avraham Grant (2022-oggi)

## Palmarès
- Coppa d'Africa: 1

Gabon-Guinea Eq. 2012
- Coppa COSAFA: 7

1997, 1998, 2006, 2013, 2019, 2022, 2023
secondo posto: 6
- Coppa CECAFA: 2

1984, 1991
secondo posto: 4

## Partecipazioni ai tornei internazionali
Legenda: Grassetto: Risultato migliore, Corsivo: Mancate partecipazioni

## Statistiche dettagliate sui tornei internazionali

### Coppa d'Africa
| Anno | Luogo                      | Piazzamento      | V | N | P | Gol  |
| ---- | -------------------------- | ---------------- | - | - | - | ---- |
| 1957 | Sudan                      | Non partecipante | - | - | - | -    |
| 1959 | Egitto                     | Non partecipante | - | - | - | -    |
| 1962 | Impero d'Etiopia           | Non partecipante | - | - | - | -    |
| 1963 | Ghana                      | Non partecipante | - | - | - | -    |
| 1965 | Tunisia                    | Non partecipante | - | - | - | -    |
| 1968 | Impero d'Etiopia           | Non partecipante | - | - | - | -    |
| 1970 | Sudan                      | Non qualificata  | - | - | - | -    |
| 1972 | Camerun                    | Non qualificata  | - | - | - | -    |
| 1974 | Egitto                     | Secondo posto    | 3 | 0 | 2 | 9:9  |
| 1976 | Etiopia                    | Non qualificata  | - | - | - | -    |
| 1978 | Ghana                      | Primo turno      | 1 | 1 | 1 | 3:2  |
| 1980 | Nigeria                    | Non qualificata  | - | - | - | -    |
| 1982 | Libia                      | Terzo posto      | 3 | 0 | 2 | 6:3  |
| 1984 | Costa d'Avorio             | Non qualificata  | - | - | - | -    |
| 1986 | Egitto                     | Primo turno      | 0 | 1 | 2 | 2:4  |
| 1988 | Marocco                    | Ritirata         | - | - | - | -    |
| 1990 | Algeria                    | Terzo posto      | 3 | 1 | 1 | 3:2  |
| 1992 | Senegal                    | Quarti di finale | 1 | 0 | 2 | 1:2  |
| 1994 | Tunisia                    | Secondo posto    | 2 | 1 | 1 | 7:2  |
| 1996 | Sudafrica                  | Terzo posto      | 4 | 0 | 2 | 15:6 |
| 1998 | Burkina Faso               | Primo turno      | 1 | 1 | 1 | 4:6  |
| 2000 | Ghana / Nigeria            | Primo turno      | 0 | 2 | 1 | 3:5  |
| 2002 | Mali                       | Primo turno      | 0 | 1 | 2 | 1:3  |
| 2004 | Tunisia                    | Non qualificata  | - | - | - | -    |
| 2006 | Egitto                     | Primo turno      | 1 | 0 | 2 | 3:6  |
| 2008 | Ghana                      | Primo turno      | 1 | 1 | 1 | 5:6  |
| 2010 | Angola                     | Quarti di finale | 1 | 1 | 2 | 5:5  |
| 2012 | Gabon / Guinea Equatoriale | Campione         | 5 | 1 | 0 | 9:3  |
| 2013 | Sudafrica                  | Primo turno      | 0 | 3 | 0 | 2:2  |
| 2015 | Guinea Equatoriale         | Primo turno      | 0 | 2 | 1 | 2:3  |
| 2017 | Gabon                      | Non qualificata  | - | - | - | -    |
| 2019 | Egitto                     | Non qualificata  | - | - | - | -    |
| 2021 | Camerun                    | Non qualificata  | - | - | - | -    |
| 2023 | Costa d'Avorio             | Primo turno      | 0 | 2 | 1 | 2:3  |

## Tutte le rose

### Coppa d'Africa
Coppa d'Africa 1982P Bwalya, P Mulenga, P Mwape, D Chilengi, D Kalambo, D Muke, D E. Musonda, D M. Musonda, D Kalusa, D Mwaba, C Chola, C Njovu, C W. Phiri, C Shinde, C Kaoma, A Chanda, A Hangunyu, A Kaumba, A Melu, A P. Phiri, A Kaimana, A Munshya, CT: Dumitru
Coppa d'Africa 1990P Chabala, D Changwe, D Chomba, D K. Mulenga, D Soko, C Bwalya, C Chambeshi, C Makinka, C Makwaza, C E. Mulenga, C Mumba Chansa, C Msiska, A Chikabala, A Chisala, A Malitoli, A G. Mulenga, A Mwanza, A Mwitwa, CT: Ndhlovu
Coppa d'Africa 1992P Chabala, P R. Mwanza, P Zimba, D Changwe, D Chomba, D Melu, D Mulenga, D Soko, D Watiyakeni, C Banda, C Chansa, C Chongo, C Makinka, C Makwaza, C Matete, C Mugaiwa, A Bwalya, A Chambeshi, A Chikabala, A Mbasela, A P. Mwanza, A Mwitwa, CT: Ndhlovu
Coppa d'Africa 19941 Phiri, 2 Chongo, 3 Litana, 4 Mulenga, 5 M. Malitoli, 6 Sichikolo, 7 Joh. Bwalya, 8 Chilumba, 9 Saileti, 10 Sakala, 11 K. Bwalya, 12 K. Malitoli, 13 Chiyangi, 14 Joe. Bwalya, 15 Lungu, 16 Mwamba, 17 Mbasela, 18 Makwaza, 20 Tembo, 21 Musabula, 22 Mubanga, CT: Porterfield
Coppa d'Africa 19961 J. Phiri, 2 Chongo, 3 Litana, 4 K. Malitoli, 5 Mwewa, 6 Saileti, 7 Joh. Bwalya, 8 Musonda, 9 Lota, 10 Mutale, 11 K. Bwalya, 12 Tembo, 13 Chiyangi, 14 Namazaba, 15 Lungu, 16 D. Phiri, 17 Joe. Bwalya, 18 Miti, 19 Makasa, 20 M. Malitoli, 21 Kamwanga, 22 Mbulo, CT: Poulsen
Coppa d'Africa 19981 J. Phiri, 2 Chilumba, 3 Lota, 4 Tembo, 5 Lungu, 6 Mumamba, 7 Makasa, 8 Chongo, 9 Litana, 10 Malitoli, 11 Bwalya, 12 D. Phiri, 13 Chisanga, 14 Kamwandi, 15 Kamwanga, 16 Tembo, 17 Chitila, 18 Musonda, 19 Kilambe, 20 Malitoli, 21 Sichone, 22 Mbulo, CT: Ziese
Coppa d'Africa 20001 Phiri, 2 Chilembe, 3 Litana, 4 Sichone, 5 Tana, 6 Chintu, 7 Makasa, 8 Mwanza, 9 M. Tembo, 10 Lota, 11 Bwalya, 12 A. Tembo, 13 Numba, 14 Mutapa, 15 Kilambe, 16 Misichili, 17 Sinkala, 18 Miti, 19 Lungu, 20 Mwewa, 21 Makufi, 22 Mwila, CT: Bamfuchile
Coppa d'Africa 20021 Phiri, 2 Chilembe, 3 Bwale, 4 Sichone, 5 Tana, 6 Mwewa, 7 Sinyangwe, 8 C. Lota, 9 Banda, 10 D. Lota, 11 Milanzi, 12 Mwanza, 13 Numba, 14 Kasonde, 15 Bakala, 16 Mbulo, 17 Kampamba, 18 Nsofwa, 19 Sinkala, 20 Chipeta, 21 Makasa, 22 Lungu, CT: Poulsen
Coppa d'Africa 20061 Mweene, 2 Phiri, 3 Nketani, 4 Musonda, 5 Tana, 6 Sinyangwe, 7 Mulenga, 8 Chansa, 9 Mbesuma, 10 Bakala, 11 C. Katongo, 12 Milanzi, 13 Lungu, 14 Numba, 15 Chalwe, 16 Kolala, 17 Sinkala, 18 Mwanza, 19 Hachilensa, 20 F. Katongo, 21 Kalaba, 22 Chamanga, 23 Njobvu, CT: Bwalya
Coppa d'Africa 20081 Poto, 2 J. Mulenga, 3 Nketani, 4 Musonda, 5 Himoonde, 6 Kasonde, 7 C. Mulenga, 8 Chansa, 9 Sunzu, 10 Bakala, 11 C. Katongo, 12 D. Phiri, 13 Chinyama, 14 Mayuka, 15 Chintu, 16 Mweene, 17 Kalaba, 18 Mwanza, 19 Hachilensa, 20 F. Katongo, 21 Chamanga, 22 Kakonje, 23 Njobvu, CT: P. Phiri
Coppa d'Africa 20101 Kakonje, 2 Kasonde, 3 D. Banda, 4 Musonda, 5 Himoonde, 6 Mbola, 7 J. Mulenga, 8 Chansa, 9 Mbesuma, 10 F. Katongo, 11 C. Katongo, 12 Chamanga, 13 Sunzu, 14 Chivuta, 15 Chintu, 16 Mweene, 17 Kalaba, 18 Singuluma, 19 Nyrienda, 20 Njobvu, 21 Mayuka, 22 J. Banda, 23 C. Mulenga, CT: Renard
Coppa d'Africa 20121 Kakonje, 2 Kasonde, 3 Lungu, 4 Musonda, 5 Himoonde, 6 Nkausu, 7 C. Mulenga, 8 Chansa, 9 Mbesuma, 10 F. Katongo, 11 C. Katongo, 12 Chamanga, 13 Sunzu, 14 Chivuta, 15 Chintu, 16 Mweene, 17 Kalaba, 18 Kangwa, 19 Sinkala, 20 Mayuka, 21 Sakuwaha, 22 Titima, 23 N. Mulenga, CT: Renard
Coppa d'Africa 20131 Titima, 2 Kasonde, 3 Lungu, 4 Musonda, 5 Himoonde, 6 Nkausu, 7 J. Mulenga, 8 Chansa, 9 Mbesuma, 10 F. Katongo, 11 C. Katongo, 12 Chamanga, 13 Sunzu, 14 Chivuta, 15 Njobvu, 16 Mweene, 17 Kalaba, 18 Mbola, 19 Sinkala, 20 Mayuka, 21 Sakuwaha, 22 Munyau, 23 M. Mulenga, CT: Renard
Coppa d'Africa 20151 Munyau, 2 Malama, 3 Lungu, 4 Munthali, 5 Kabwe, 6 Nkausu, 7 Sautu, 8 Musakanya, 9 Kampamba, 10 Mulenga, 11 Musonda, 12 Kangwa, 13 Sunzu, 14 Mtonga, 15 Singuluma, 16 Mweene, 17 Kalaba, 18 Mbola, 19 Sinkala, 20 Mayuka, 21 Mwanza, 22 Titima, 23 Ngoma, CT: Janza
Coppa d'Africa 20231 Nsabata, 2 Mulenga, 3 Mwansa, 4 Sunzu, 5 Chepeshi, 6 Kabwe, 7 Mwape, 8 Chanda, 9 F. Musonda, 10 Mafwenta, 11 Phiri, 12 Mphande, 13 L. Musonda, 14 Kampamba, 15 B. Sakala, 16 Chama, 17 Kapumbu, 18 Kangwa, 19 E. Banda, 20 Bwalya, 21 Chilufya, 22 Chaiwa, 23 Mulambia, 24 Daka, 25 F. Sakala, 26 L. Banda, 27 K. Musonda, CT: Grant

### Giochi olimpici
NOTA: per le informazioni sulle rose successive al 1948 visionare la pagina della Nazionale olimpica.

## Rosa attuale
Lista dei giocatori convocati per la doppia sfida di qualificazione alla Coppa d'Africa 2021 contro Algeria e Zimbabwe del 25 e 29 marzo 2021.
Presenze e reti aggiornate al 24 marzo 2021.
|  | P | Allan Chibwe        | 22 marzo 1991     | 14 | 0  | Green Eagles           |  |  |
|  | P | Cyril Chibwe        | 17 giugno 1993    | 2  | 0  | Polokwane City         |  |  |
|  | P | Lameck Siame        | 9 luglio 1997     | 1  | 0  | Kabwe Warriors         |  |  |
|  |   |                     |                   |    |    |                        |  |  |
|  | D | Luka Banda          | 6 aprile 1995     | 12 | 0  | NAPSA Stars            |  |  |
|  | D | Adrian Chama        | 18 marzo 1989     | 39 | 0  | ZESCO United           |  |  |
|  | D | Dominic Chanda      | 26 febbraio 1996  | 3  | 0  | Kabwe Warriors         |  |  |
|  | D | Benedict Chepeshi   | 10 giugno 1996    | 13 | 0  | Red Arrows             |  |  |
|  | D | Zakaria Chilongoshi | 27 ottobre 1999   | 13 | 0  | Power Dynamos          |  |  |
|  | D | Kabaso Chongo       | 11 febbraio 1992  | 39 | 1  | Mazembe                |  |  |
|  | D | Golden Mafwenta     | 15 gennaio 2001   | 1  | 0  | Buildcon               |  |  |
|  | D | Tandi Mwape         | 20 luglio 1996    | 10 | 0  | Mazembe                |  |  |
|  |   |                     |                   |    |    |                        |  |  |
|  | C | Larry Bwalya        | 29 maggio 1995    | 6  | 0  | Simba Sports           |  |  |
|  | C | Clatous Chama       | 18 giugno 1991    | 23 | 4  | Simba Sports           |  |  |
|  | C | Kings Kangwa        | 6 aprile 1999     | 7  | 1  | Arsenal Tula           |  |  |
|  | C | Paul Katema         | 19 settembre 1997 | 27 | 1  | Red Arrows             |  |  |
|  | C | Enock Mwepu         | 1º gennaio 1998   | 17 | 3  | Brighton & Hove Albion |  |  |
|  | C | Salulani Phiri      | 4 ottobre 1994    | 29 | 0  | Polokwane City         |  |  |
|  | C | Benson Sakala       | 12 settembre 1996 | 23 | 0  | Viktoria Žižkov        |  |  |
|  | C | Spencer Sautu       | 5 ottobre 1994    | 20 | 3  | Green Eagles           |  |  |
|  | C | Nathan Sinkala      | 22 novembre 1990  | 57 | 3  | Mazembe                |  |  |
|  |   |                     |                   |    |    |                        |  |  |
|  | A | Patson Daka         | 9 ottobre 1998    | 23 | 3  | Leicester City         |  |  |
|  | A | Rodrick Kabwe       | 30 novembre 1992  | 22 | 0  | Zanaco                 |  |  |
|  | A | Gamphani Lungu      | 19 agosto 1998    | 7  | 0  | SuperSport United      |  |  |
|  | A | Augustine Mulenga   | 17 gennaio 1990   | 29 | 5  | Orlando Pirates        |  |  |
|  | A | Lubambo Musonda     | 1º marzo 1995     | 29 | 2  | AC Horsens             |  |  |
|  | A | Brian Mwila         | 16 giugno 1994    | 11 | 8  | F91 Dudelange          |  |  |
|  | A | Moses Phiri         | 3 giugno 1993     | 18 | 2  | Zanaco                 |  |  |
|  | A | Fashion Sakala      | 14 marzo 1997     | 13 | 1  | Rangers                |  |  |
|  | A | Amity Shamende      | 4 agosto 1993     | 10 | 1  | Green Eagles           |  |  |
|  | A | Justin Shonga       | 5 novembre 1996   | 29 | 13 | Ismaily                |  |  |
|  | A | Collins Sikombe     | 19 giugno 1997    | 17 | 5  | Lusaka Dynamos         |  |  |